# Alexei Wassiljewitsch Naryschkin

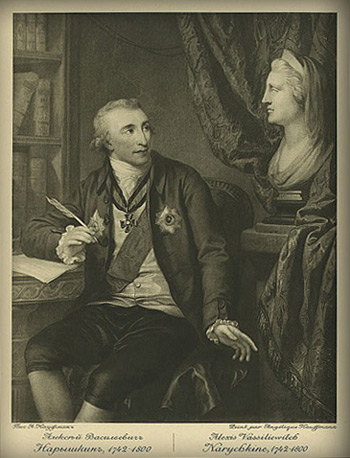
Kupferstich mit der Darstellung von Alexei Wassiljewitsch Naryschkin

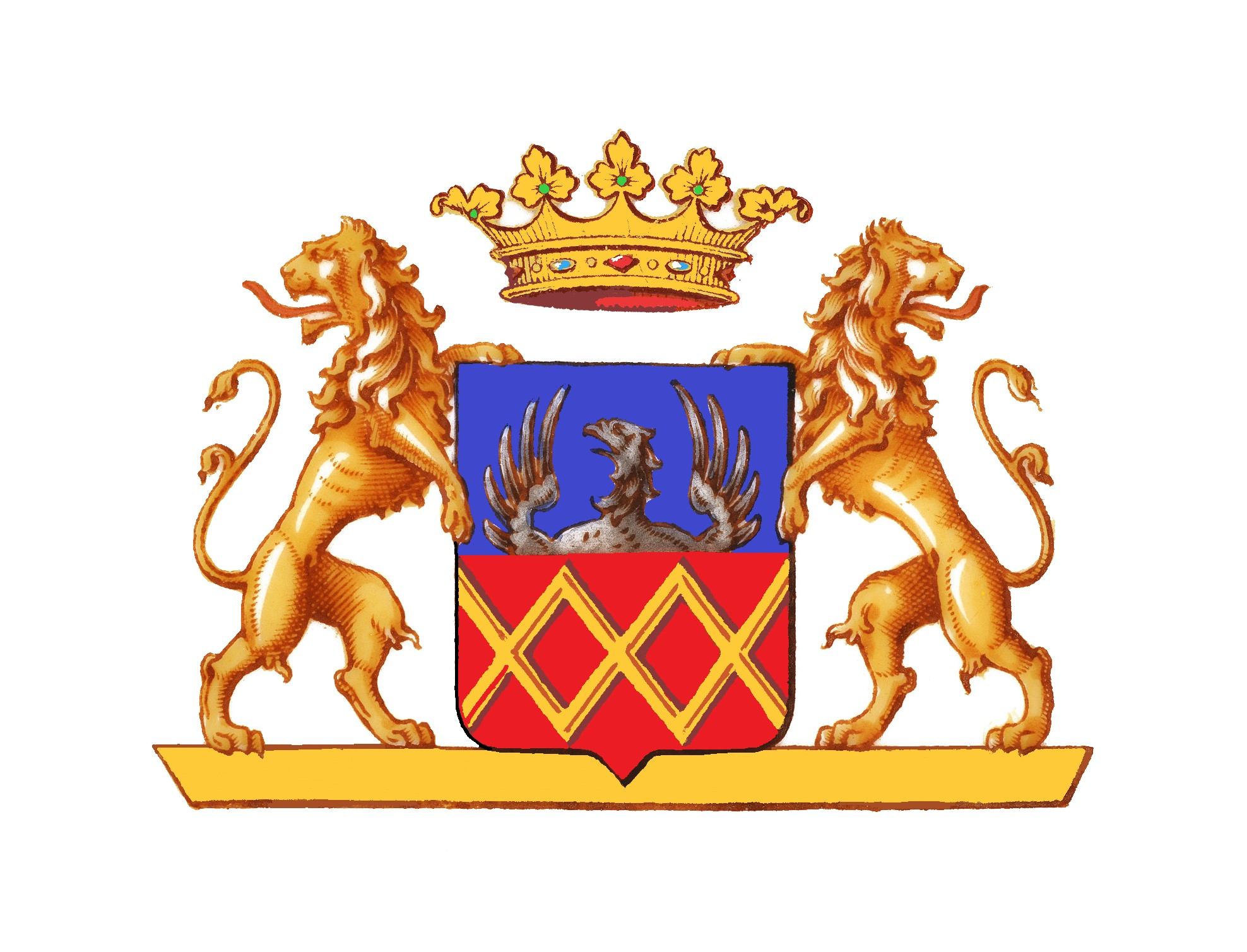
Das Familienwappen

Alexei Wassiljewitsch Naryschkin (russisch Алексей Васильевич Нарышкин; * 4. August 1742 in Moskau; † 20. August 1800 ebenda) war ein russischer Militär, späterer Diplomat, Geheimrat (Russland), Staatsmann und Autor der Aufklärung nahestehender Werke, aber auch von Gedichten und Satiren.

## Leben und Wirken
Er war der Sohn des Wassili Wassiljewitsch Naryschkin, Sr. (1712–1779) und dessen zweiter Ehefrau Anna Iwanowna Panina (1723–1780), er hatte einen älteren Halbbruder Semjon Naryschkin (1731–1807) und einen weiteren Halbbruder Wassili Wassiljewitsch Naryschkin, Jr. (1738–1786). Die Mutter seiner älteren Brüder war die erste Ehefrau Praskowja Iwanowna Sonzewa-Sassekin (* 1704).
Naryschkin begann seine berufliche Laufbahn zunächst als Militär im Ismailowski Leibgarde-Regiment, dem ältesten russischen Regiment der Neuzeit – es wurde am 22. September 1730 gegründet – wo er im Jahre 1761 in den Rang eines Fähnrichs befördert wurde. Im Jahre 1764 wurde er in den Rang eines Leutnants befördert. In seiner Jugend beschäftigte ihn die Poesie und zwischen den Jahren 1759 bis 1762 gab er in der Literaturschrift Трудолюбивая пчела einige Gedichte heraus.
Im Jahre 1767 wurde er Adjutant unter dem Generalfeldzeugmeister Grigori Grigorjewitsch Orlow und in diesem Rang begleitete Naryschkin  Katharina II. auf ihrer Reise entlang der Wolga.
Er übersetzte zwei Kapitel des „Belisar“ (1769) von Jean-François Marmontel. Mit dem Dichter Alexei Rschewski (1737–1804) führte er einen ausgiebigen (literarischen) Briefwechsel. Später wurde er Abgeordneter der Provinz Pskow. Im Dezember 1766 kündigte Katharina II. die Einberufung der Gesetzbuch-Kommission an, in die Vertreter der Stände aus allen Landesteilen gewählt wurden. Der Adel des Starizkij Ujesd (russisch Старицкий уезд) im Gouvernement Twer entsandte Naryschkin als seinen Deputierten. 
Später reiste er nach West- und Südeuropa. So hielt er sich in Turin für eine geheime diplomatische Mission auf und bereiste nach Abschluss der Mission Paris und die deutschen Lande. In Paris traf Naryschkin  mit Denis Diderot zusammen. Diderot trat am 11. Juni 1773 in Paris seine Russlandreise nach einer Einladung von Katharina II. an. Nach einem Zwischenaufenthalt in Den Haag ging seine Reise am 20. August 1773 in Begleitung mit Naryschkin nach Sankt Petersburg weiter.
In den Monaten Juni und Juli des Jahres 1774 begleitet er den Großherzog Paul nach Berlin um auf diplomatischen Wege die Zukunft der ersten Ehefrau Wilhelmine von Hessen-Darmstadt des Großherzogs und späteren Zaren abzustimmen. Im gleichen Jahr 1774 ernannte man Naryschkin zum Kämmerer und sandte ihn auf eine diplomatische Mission nach Stockholm.
Im folgenden Jahr berief man ihn zum Gouverneur von Pskow und am 24. November 1783 wurde Naryschkin zum Senator bestimmt. Naryschkin wurde 1786 zum Mitglied der Kommission für den Bau neuer Städte ernannt.
1798 entließ ihn aber Paul I. wieder aus diesem Dienst und Naryschkin verließ zeitweise erneut Russland. Er starb in Moskau und wurde im Donskoi-Kloster bestattet.